# Udaipur, Tripura
Udaipur är en stad i den indiska delstaten Tripura, och är huvudort för distriktet Gomati. Folkmängden uppgick till 32 758 invånare vid folkräkningen 2011, vilket gör den till delstatens tredje största stad.